# چرنیتسا، استان سیلسیان
چرنیتسا (لهستانی: Czernica؛ ‏[t͡ʂɛrˈnit͡sa]) روستایی در گمینا گاشوویتسه واقع در استان سیلسیان است که در استان سیلسیان  در جنوب لهستان قرار دارد. این روستا در ۵ کیلومتری جنوب غربی گاشوویتسه (استان سیلسیان)، ۱۱ کیلومتری غرب ربنیک و ۴۷ کیلومتری جنوب غربی کاتوویتسه واقع شده‌است. مساحت این روستا ۵٫۱۸ کیلومتر مربع و جمعیتش در حدود ۲٬۱۰۰ است.
این روستا زادگاه آهنگساز نامدار لهستانی هنریک گورتسکی است.